# Catena Yuri
La Catena Yuri è una struttura geologica della superficie della Luna.